# Maslenica

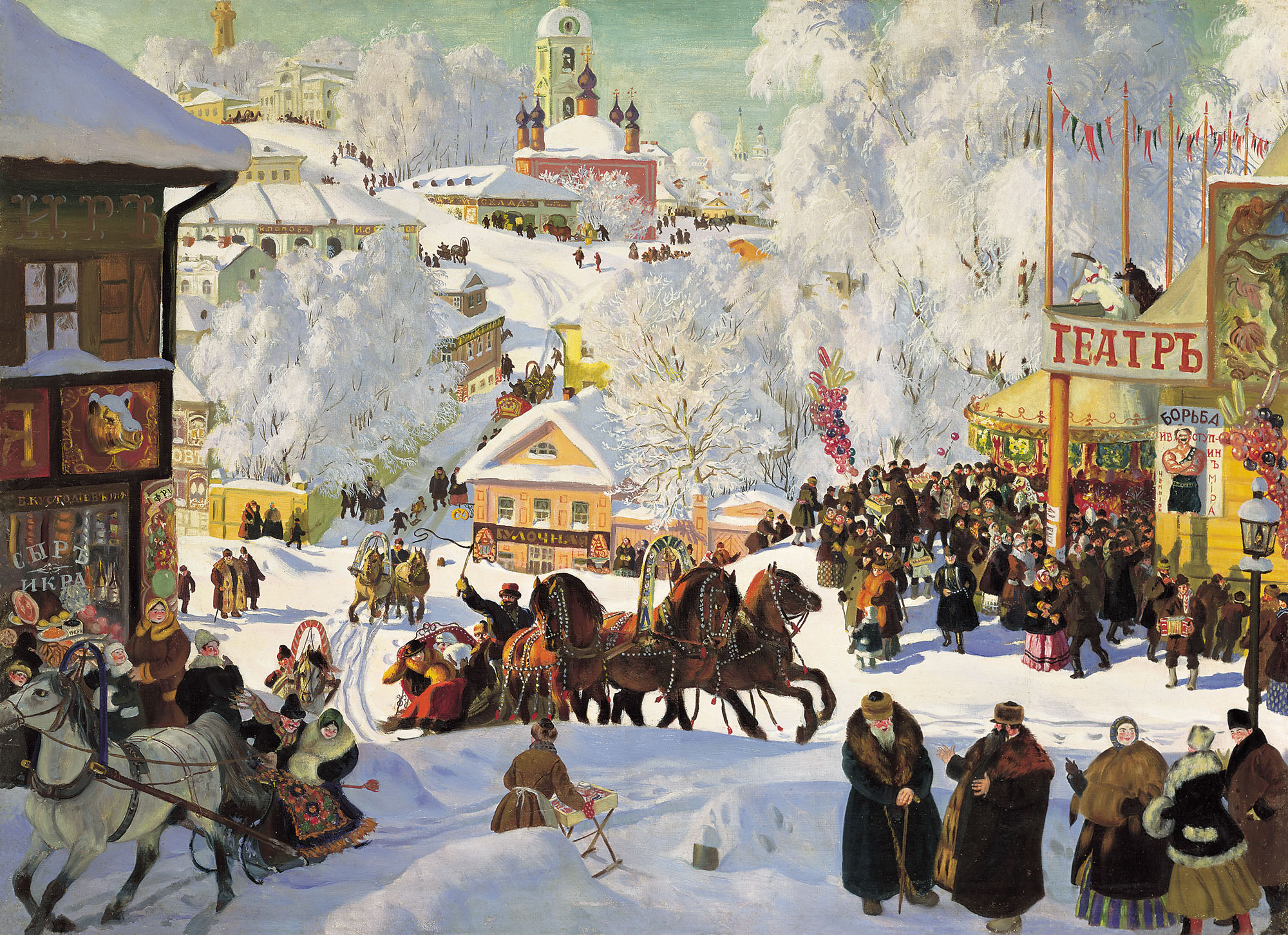
Boris Kustodiev, Maslenica, 1919

Maslenica (rusky Мaсленица nebo Масляная неделя „máselný týden“; ukrajinsky Масниця, Masnycja, bělorusky Масленіца,  staroslověnsky Сырнаѧ седмица, Syrnaja sedmica „sýrový týden“) je východoslovanský svátek během týdne před pravoslavnou postní dobou. Pojmenování svátku pochází až z 19. století. Odpovídá českému masopustu a západoevropskému karnevalu.
Ač maslenica nenáleží do postní doby, nesmí se během ní požívat maso, to je možné naposledy neděli před ní, během takzvané Masné neděle (Мясное воскресенье). Je však povoleno konzumovat jiné živočišné produkty. Typickým jídlem o tomto svátku jsou bliny, východoevropská forma palačinek. V pondělí, první den maslenice, zvaném встреча „uvítání“ děti vytváří figuru, stejného jména jako svátek, ze slámy a zdobí ji, poté s ní koledují. Ve čtvrtek začínají hlavní oslavy a v sobotu je figura Maslenice na kraji vesnice upálena, někdy navíc i pohřbena.